# Музей сучасного мистецтва Мехіко
Музей сучасного мистецтва в Мехіко (ісп. Museo de Arte Moderno, скор. MAM) — музей в Мехіко (Мексика), присвячений сучасному мистецтву.
Культурний центр, присвячений, перш за все, збереженню, вивченню та поширенню творів мексиканського мистецтва, створених після 1930-х років. Входить до складу Національного інституту мистецтв та літератури , розташований у парку Чапультепек у центрі Мехіко.
Тематика музею, головним чином, охоплює те, що відомо як  Мексиканська школа живопису та «Покоління Розриву». Також представлено іноземні твори сучасного мистецтва.

## Історія та діяльність
Попередником цього музею є національний Museo Nacional de Artes Plásticas, створений у 1947 році Карлосом Чавесом, який знаходився у Палаці образотворчих мистецтв. Сучасне мистецтво у музеї було представлено невеликим розділом. У 1953 році Кармен Барреда (Carmen Barreda), тодішній директор Мексиканського салону пластики , який згодом став першим директором MAM (перебував на цій посаді з 1964 по 1972 рік), заснував раду піклувальників з наміром створити новий музей сучасного мистецтва — на реалізацію цього проєкту пішло понад десять років. Створення цієї установи культури стало частиною проєкту адміністрації президента Адольфо Лопеса Матеоса, який включав відкриття в Мексиці ряду національних музеїв.
Будівля Музей сучасного мистецтва Мехіко була побудована за проєктом архітекторів Педро Раміреса Васкеса та Карлоса Казареса Сальсідо (Carlos A. Cazares Salcido, професор Університету Сонори) у співпраці художником і архітектором Рафаелем Мігаресом Альсеррекою . Частина початкового проєкту, який включав аудиторії, бібліотеку і сховище, так і не була завершена . Дизайн саду та доріжок розробив Хуан Сілес (Juan Siles) під керівництвом художниці Гелени Ескобедо .
У музеї є чотири зали, названі на честь різних діячів мексиканської культури XX століття: Хав'єра Вільяуррутії, Карлоса Пельїсера, Антонієти Рівас Меркадо та Хосе Хуана Таблади. Також є окрема галерея Фернандо Гамбоа . Постійна колекція музею експонується у приміщенні «С» головної будівлі на першому поверсі.
У 2014 році урочисто відзначалося 50-річчя музею .

## Колекція
Музей орієнтований на показ сучасного мексиканського мистецтва, починаючи з 1930-х років . В рамках його постійної експозиції представлені роботи ряду великих мексиканських майстрів, таких як: Фріда Кало, Давид Альфаро Сікейрос, Роберто Монтенегро, Хосе Клементе Ороско, Хуан Соріано, Хуан О'Горман, Дієго Рівера Рауль Ангіано Марія Іск'єрдо , Рауль Ангіано, Федеріку Канту, Мануель Родрігес Лосано , Рікардо Мартінес де Ойос , Хорхе Гонсалес Камарена, Франциско Корзас, Леонора Керрінгтон, Альфредо Зальце , Ремедіос Варо, Херардо Мурільо, Хосе Чавес Морадо , Матіас Гьорітц, Мануель Фелгерез , Авраам Анхель , Луїс Лопес Лоза, Франсіско Толедо, Франсіско Суньїга, Луїс Ортіс Монастеріо , Фелісіано Бежар, Роза Кастільо, українка Тося Маламуд та інші.
У музеї також зберігається важлива колекція робіт великого мексиканського фотографа Мануеля Альвареса Браво .

У фойє та саду музею знаходяться скульптури відомих мексиканських та зарубіжних художників, серед яких — Гельзен Газ, Герман Куето , Матіас Гьорітц, Мануель Фелгерез та Естаніслао Контрерас (Contreras Estanislao) .

Деякі експонати
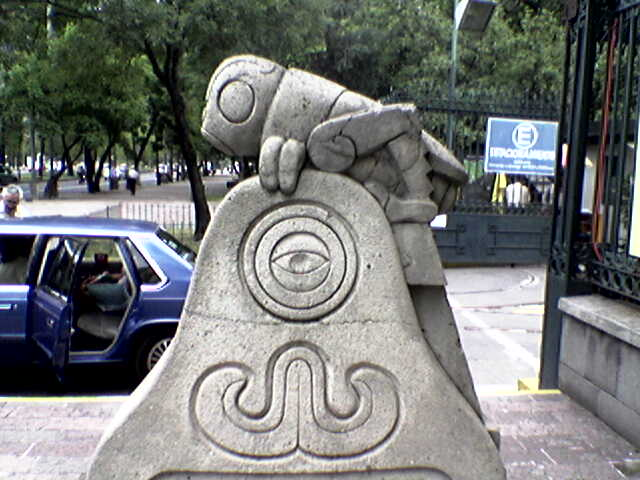
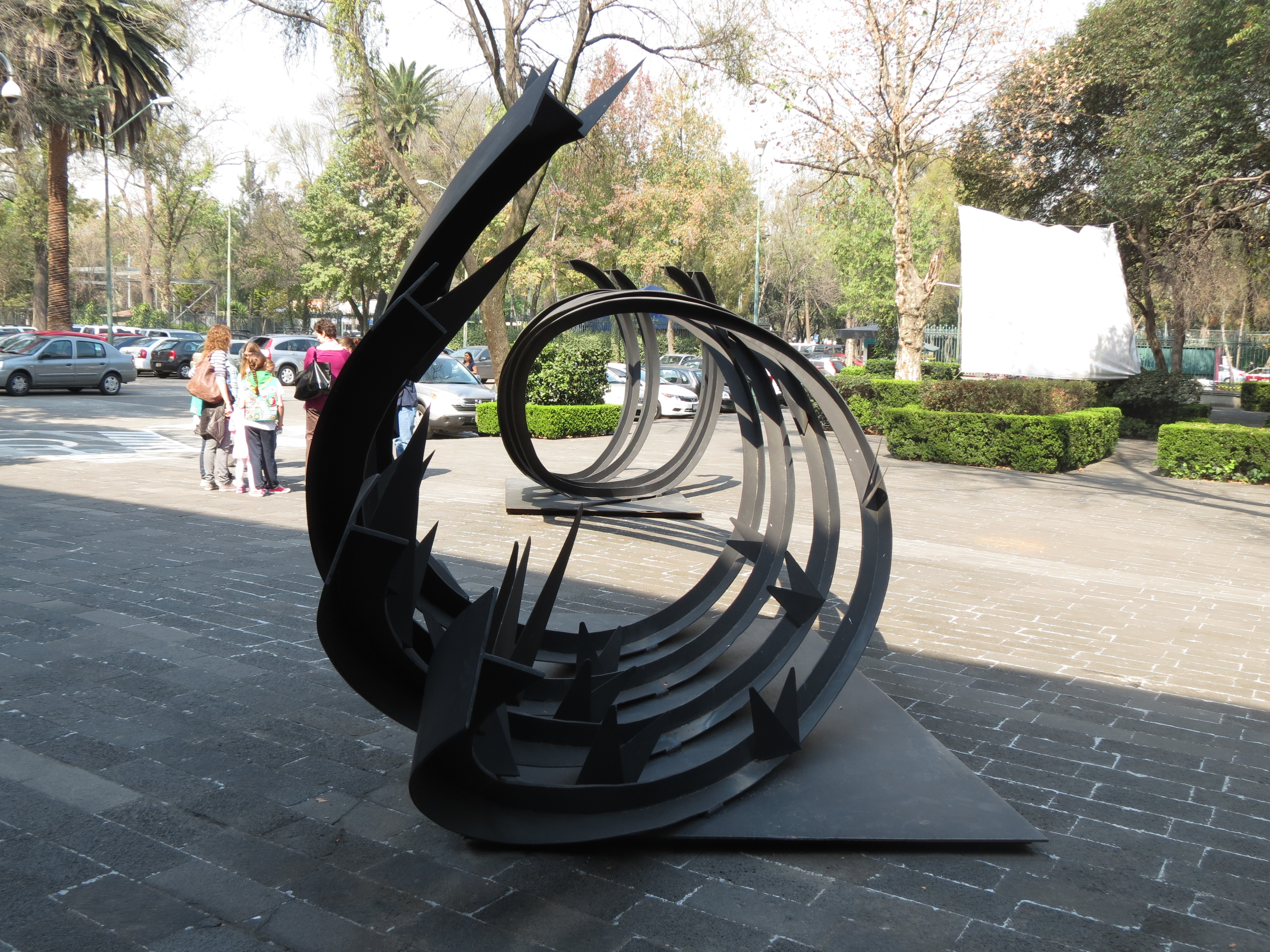
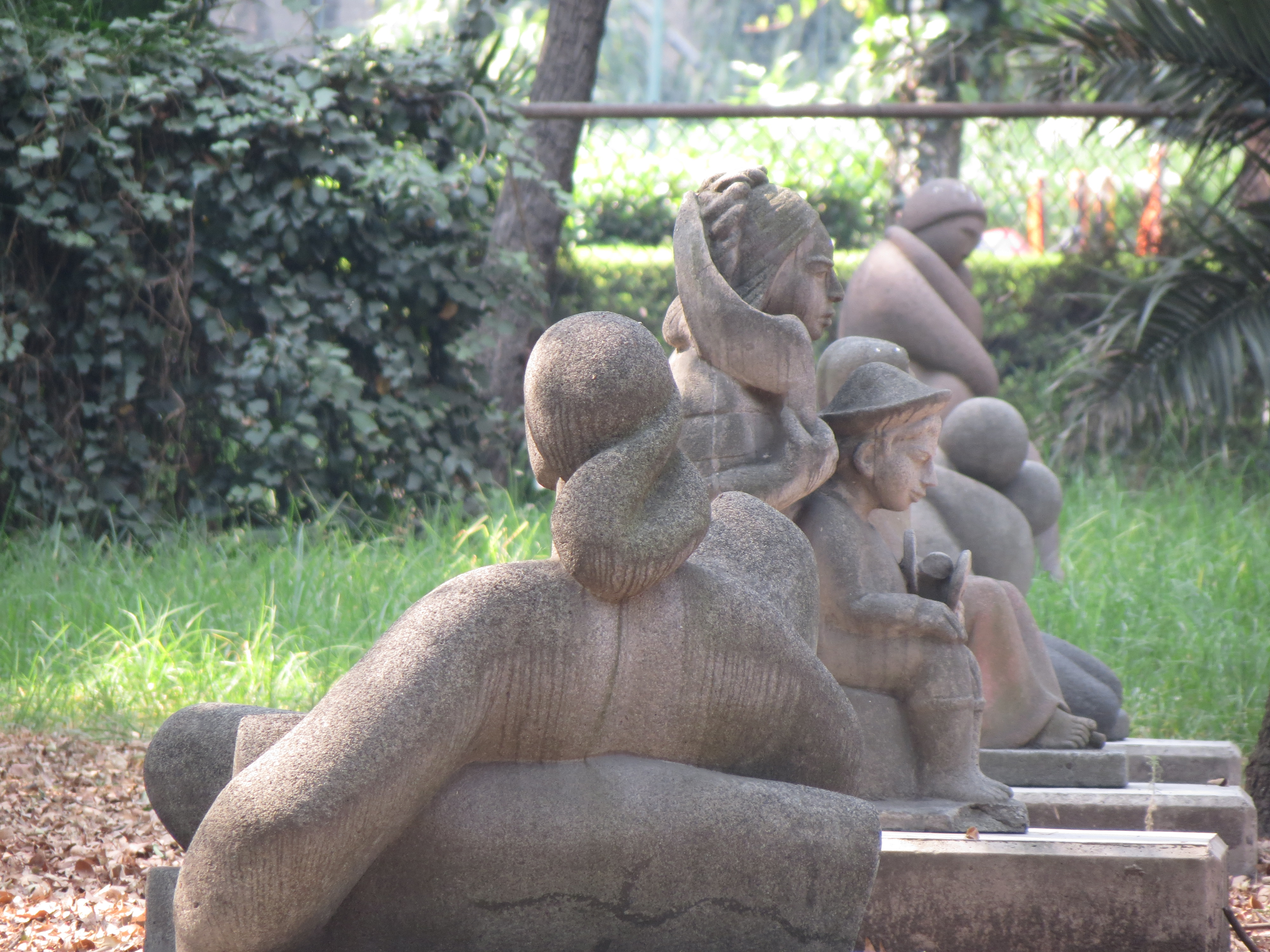
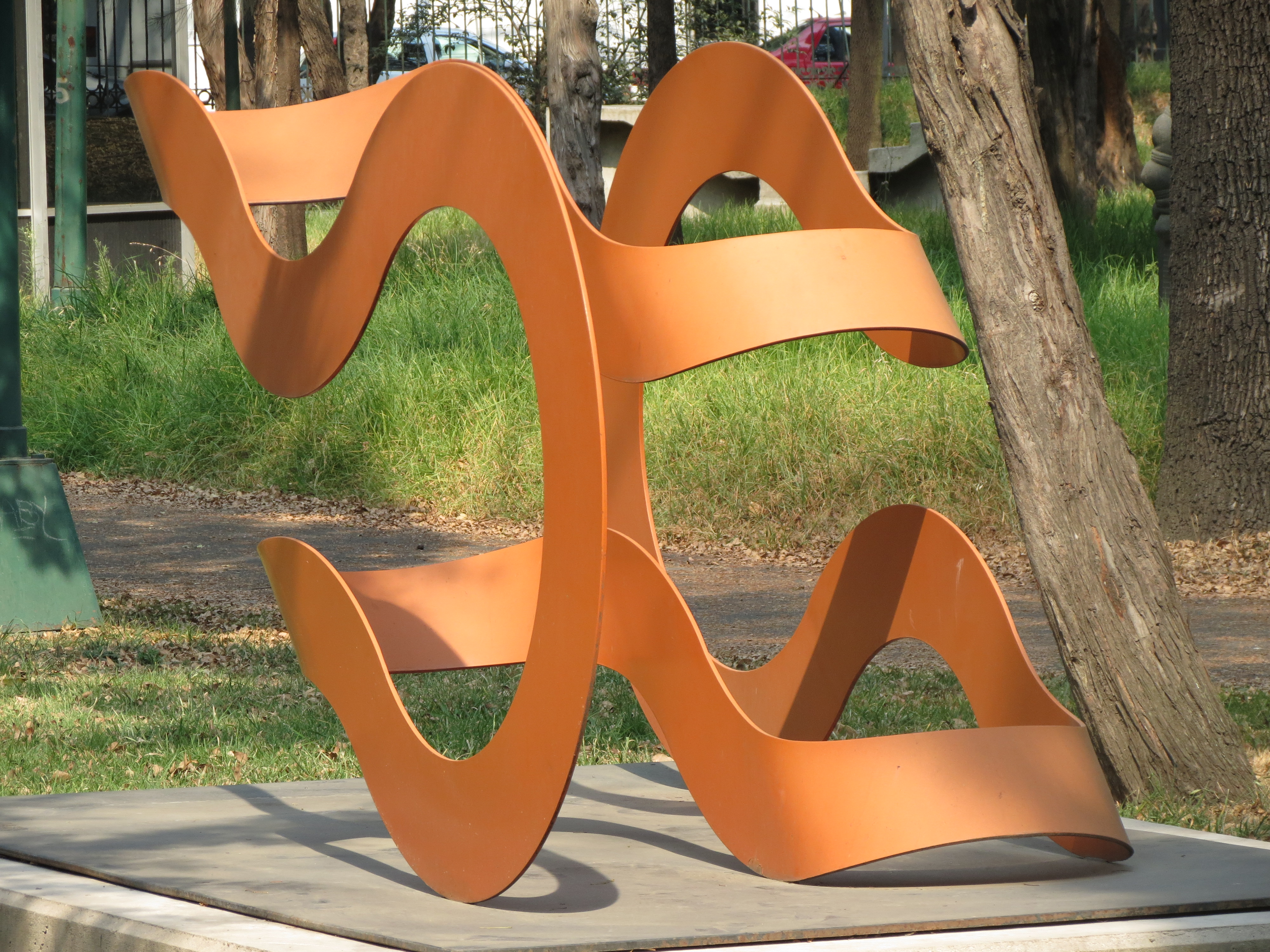
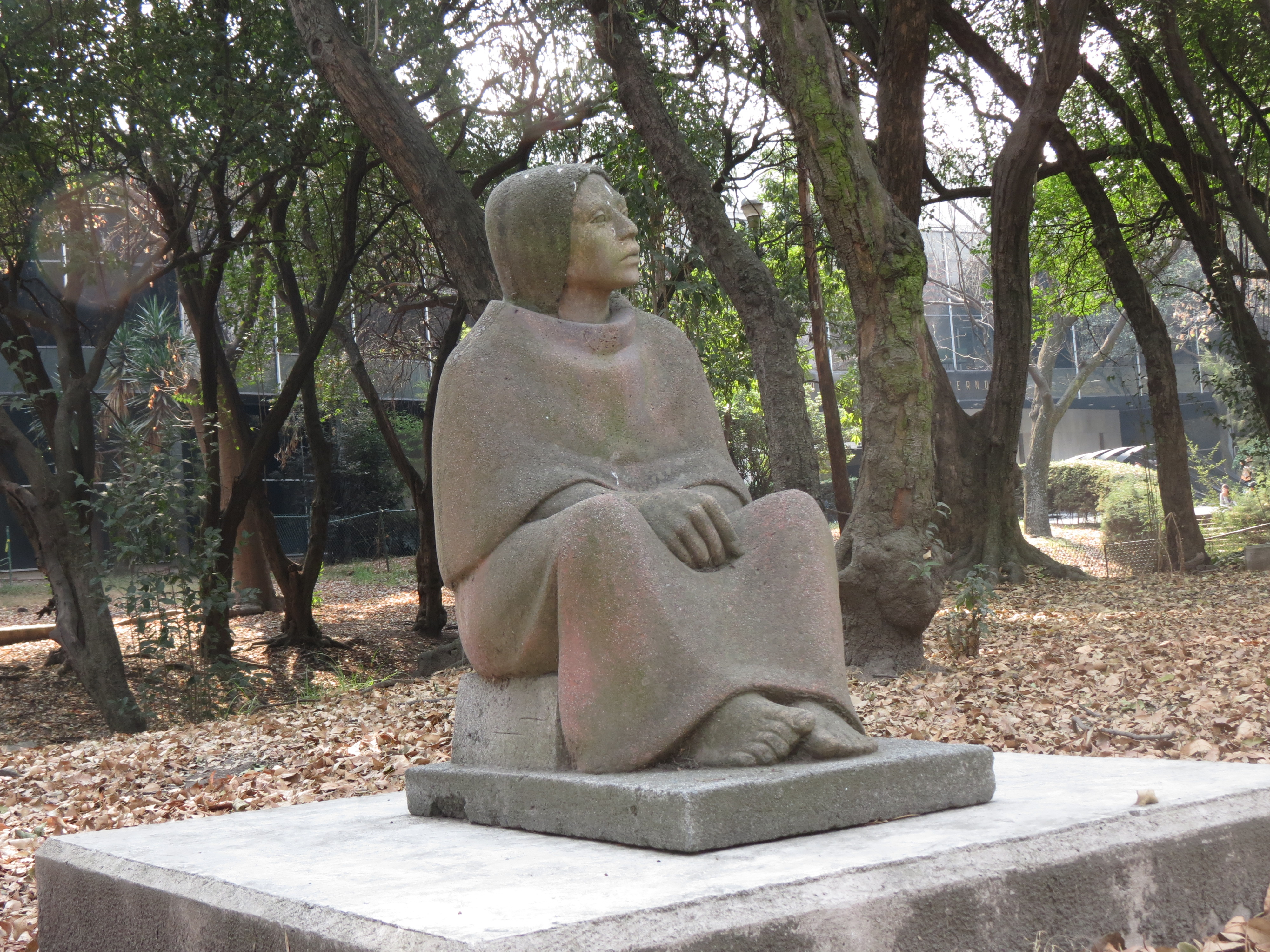